# Виња-Троно (Варезе)
Виња-Троно је насеље у Италији у округу Варезе, региону Ломбардија.
Према процени из 2011. у насељу је живело 166 становника. Насеље се налази на надморској висини од 350 м.